# La Casa Nova del Prat
La Casa Nova del Prat és una masia situada en el terme municipal de Moià, a la comarca catalana del Moianès. Està situada a prop de l'extrem meridional del terme municipal, a llevant de la carretera C-59 a l'alçada del punt quilomètric 36. És a prop i al sud-est de la Gònima i al nord-oest de les Humbertes.